# ボロミア

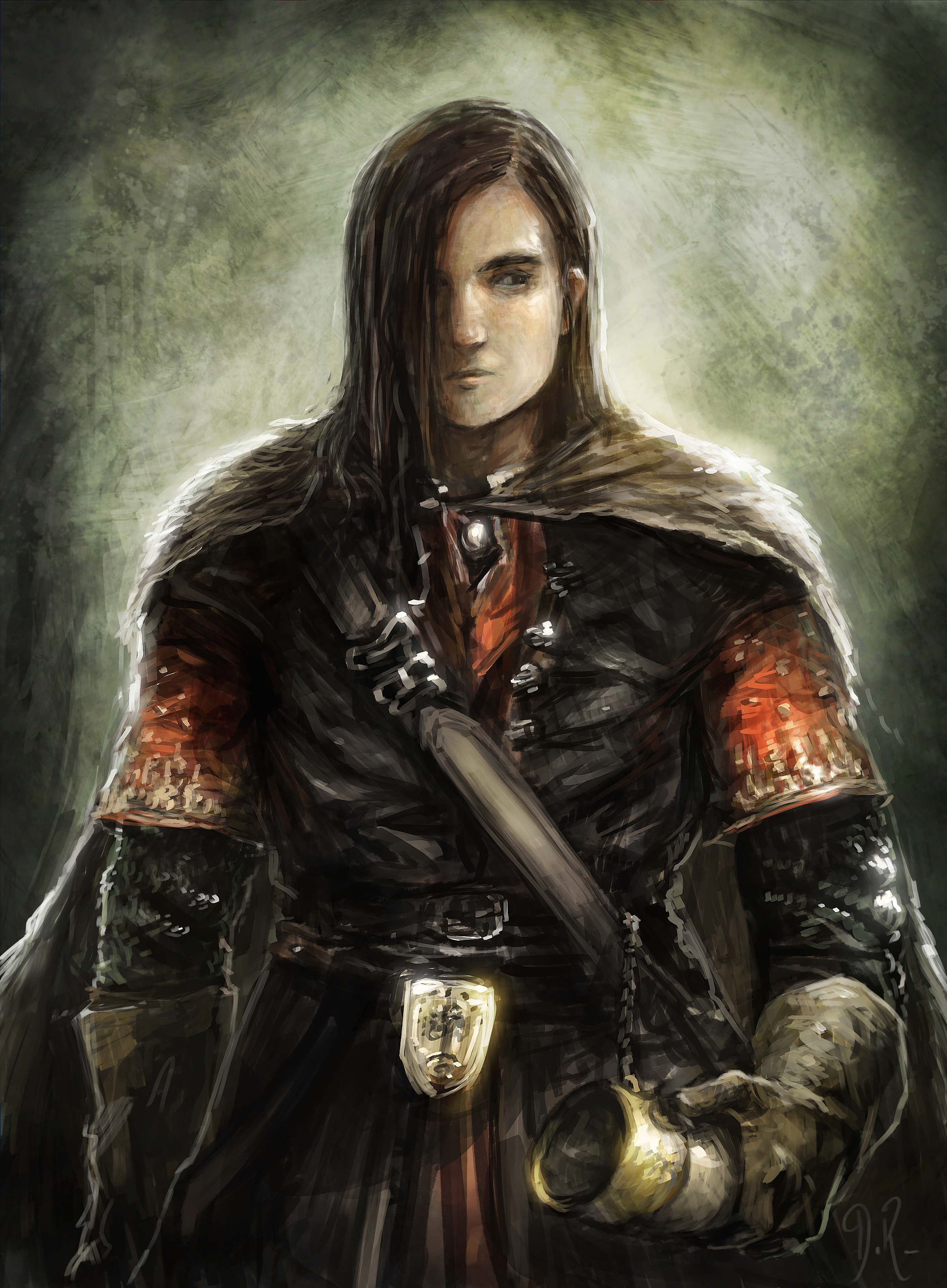
ボロミア

ボロミア（Boromir、第三紀2978年 - 第三紀3019年）は、J・R・R・トールキンの中つ国を舞台とした小説、『指輪物語』の登場人物。ミナス・ティリスの大将であり、「指輪の仲間」の一人。
父はゴンドールの執政デネソール2世。母はドル・アムロスのフィンドゥイラス。弟にイシリエンの領主ファラミア。

## 人物像
闇の勢力の前に風前の灯同然である人間たちの王国ゴンドールの出身。執政デネソール2世の長男でファラミアの兄。執政家でボロミアの名を持つのは2475年に起きたオスギリアス及びイシリエンの戦いの英雄であるボロミア（彼の父はデネソール1世である）に続く二人目。アングマールの魔王すら彼を恐れたというボロミア1世の名に恥じない勇猛剛直な剣士で、父デネソールからも大きな信頼を寄せられていた。幼いころに、「執政はいつ王になれるのか」と父に尋ねた逸話がある。かれと裏腹に弟は父から疎まれていたが、兄弟の仲は良好で、嫉妬や競争心はまるでなかったという。
ガンダルフからは「父や弟と違い、西方の血が流れていない」と評された（実際の血縁関係ではなく、比喩として）。劇中でもガラドリエルを悪く言ってアラゴルンに叱責されるなど、勇敢ではあっても物事を見抜く眼力が足りないような描写がなされている。もっとも、ドゥーネダインがたびたび発揮する先見の力が絶無ではないらしく、弟と同じ予知夢を見たこともあった。
かれの堂々としていて親切な態度のことを、ピピンは初めから好きだった。かれが自分を守ろうとして討ち死にしたことに感謝していたピピンは、せめてもの恩返しとしてデネソールに奉公を申し出たのである。
ボロミアはアラゴルンより背は低いががっしりとした体格で、アンドゥリルに似た造りの剣と盾、そして角笛を持っていた。この角笛は、執政家の先祖ヴォロンディルがリューンの内海近くで狩った、アラウの野牛から取られたものであり、以来執政家の長子に代々受け継がれてきた。劇中でボロミアがこの角笛を吹き鳴らしたのは三度、裂け谷からの出立時と、モリアでバルログと遭遇したとき、最期の戦いの最中である。アラゴルンがその音を聞いて駆けつけたときにはすでに遅く、ボロミアは倒れ、角笛は真っ二つに割れていた。その後、持ち主の亡骸とともに河に流された角笛は、かれの父デネソールのもとに届けられた。

## 経歴
第三紀3018年、白の塔の長官としてオスギリアス防衛戦の指揮を取る。ナズグールの参戦により撤退を余儀なくされるが、橋を落とすことて大河アンドゥインの西岸は死守した。
その後、弟ファラミアがたびたび夢に見ていた、「折れたる剣を求めよ」という啓示がかれの夢にも現れたので、ボロミアは不利な戦況を打開する知恵を求めて裂け谷におもむいた。そのままエルロンドの会議に出席したかれは、ゴンドールの王位を継ぐべきアラゴルンと出会い、フロド・バギンズの所持する一つの指輪の存在を知る。
指輪の仲間の一員として旅に出たボロミアは、自分の来た南回りの道をたどることを主張したが、悪に堕した魔法使いサルマンの本拠地アイゼンガルドに近づくことが懸念されたため、一行はモリアの坑道で山の下をくぐり抜けることにした。その途中でガンダルフを欠いた一行はロスローリエンに立ち寄るが、ここでもボロミアは森を危険視して反対意見を述べ、却下されている。一行を迎え入れたガラドリエルは、各人の心の中をのぞいて決意を試したが、これについてボロミアは何かしらの誘惑を受けたようだと語った。
ロスローリエンを発った指輪の仲間は大河アンドゥインを下るが、そこから先の道のりについて意見が分かれた。指輪破壊の使命を遂行するためにモルドールを目指すのか、あるいはボロミアの祖国ゴンドールへ向かうのかである。フロドが仲間から離れて悩んでいると、ボロミアが近づいてきた。国と民とを憂う気持ちの強さから、いつしか一つの指輪の誘惑にとらわれていたかれは、その力を得てサウロンと対峙すべく指輪を奪い取ろうとした。
フロドが逃げたことでわれに帰ったボロミアは、オークの手からメリーとピピンを守ろうと奮戦し、志半ばに討ち死にするが、この勲しによって名誉は挽回された。かれの遺体はアラゴルンらによってガラドリエルの与えた小舟に乗せられ、アンドゥインを流れて大海へ放たれたと伝えられている。

## 派生作品
ピーター・ジャクソンの映画『ロード・オブ・ザ・リング』では、道中特にメリーとピピンと親交を深め、剣の稽古をつけたり、雪山では彼らの傘になったりする様子が描かれた。
その後、ラウロスの丘では、国を救いたいという強すぎる気持ちにつけ込まれて一つの指輪の魔力に負け、フロドから指輪を奪おうとした。だがフロドが姿を消して逃れると正気を取り戻し、映画オリジナルキャラクターであるウルク＝ハイの首領「ラーツ」が率いる軍勢の強襲を受けると、攫われようとしたメリーとピピンと助けようと奮戦したが、ラーツの放った矢に倒れる。とどめを刺されようとしたその時、駆けつけたアラゴルンがラーツと対決し見事討ち取った。その後、今際の際には、指輪の魔力に負けた自分の弱さを謝罪し、原作では口にすることのなかった「わが王よ」という言葉をアラゴルンに伝え、アラゴルンの王としての責務を果たすことを誓う言葉を聞くと安らかに息を引き取った。弟ファラミアからさえ「勇敢だが功名心が強い」と評されていた原作と比べると、より高潔な悲劇的人物として描かれている。エクステンデッド・エディションではオスギリアス奪還のシーンが描かれ、部下達の信頼を集める優れた指揮官であったことや弟ファラミアとの親愛、指輪を求めるのは父の命令でもあったことがみてとれる。
ゲームズワークショップのミニチュア・バトルゲームでは、旅の仲間としてのボロミアのほかに、より強力な「白の塔の隊長」ボロミアが登場している。指輪の魔力に屈する前、祖国ゴンドールを防衛していた全盛期のかれである。